# Robert Patrick Benedict
Robert Patrick Benedict (n. 21 septembrie 1970, Columbia, Missouri, SUA) este un actor de teatru, film și televiziune, și scriitor american.